# Église Saint-André de La Bastide-de-Bousignac
Pour les articles homonymes, voir Église Saint-André.
L'église Saint-André de La Bastide-de-Bousignac datant du XIIe siècle est située sur la commune de La Bastide-de-Bousignac, dans le département de l'Ariège, en France. Elle est inscrite aux monuments historiques pour son clocher-mur.

## Description
C'est une église à simple nef avec un imposant clocher-mur doté de sept arcades avec cloches.

## Localisation
Elle se trouve à 337 m d'altitude, au centre du village.

## Historique
L'église date du XIIe ou XIIIe siècle[réf. nécessaire].
Elle fait l'objet d'une inscription partielle pour son clocher-mur au titre des monuments historiques par arrêté du 5 octobre 1964.

## Galerie

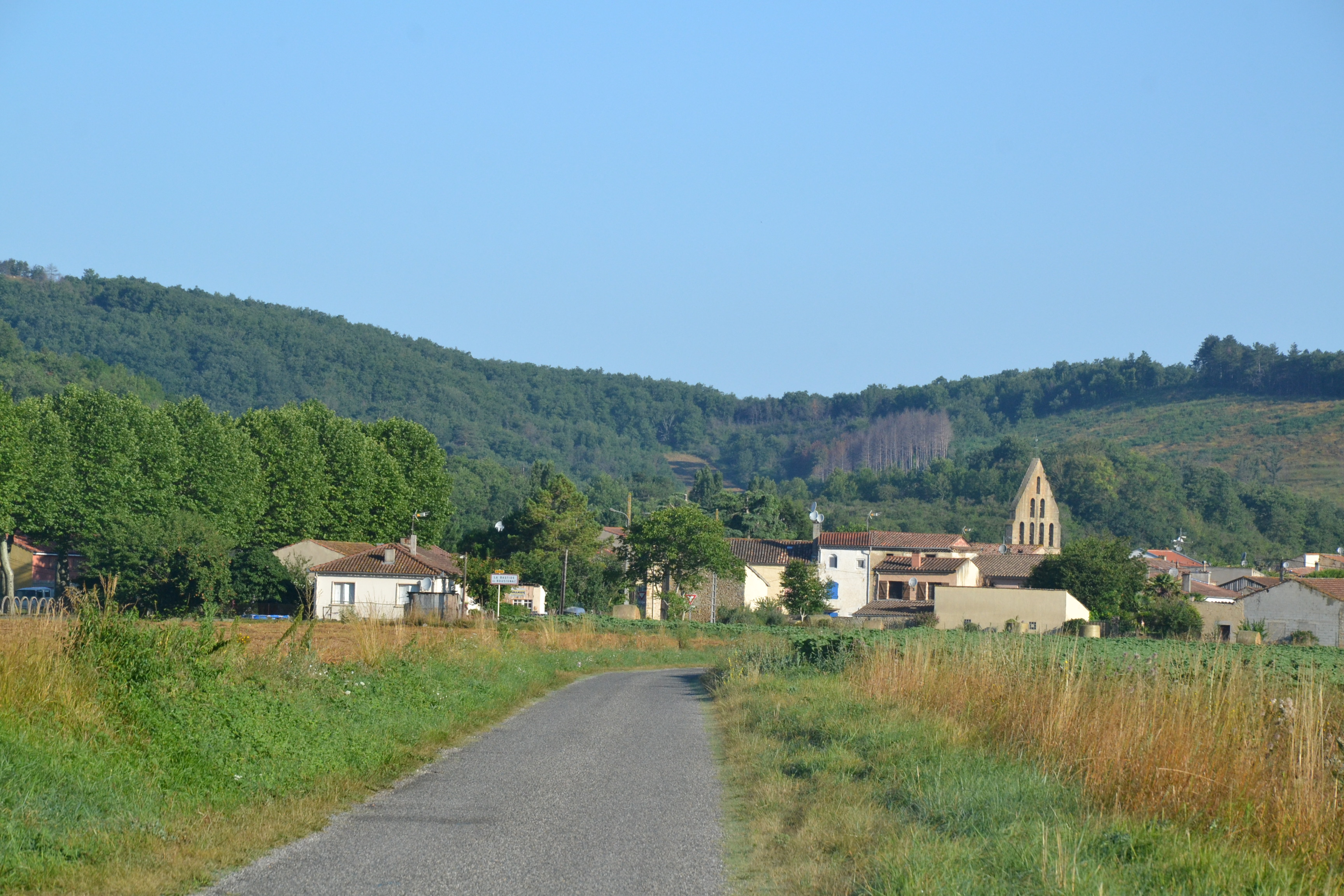
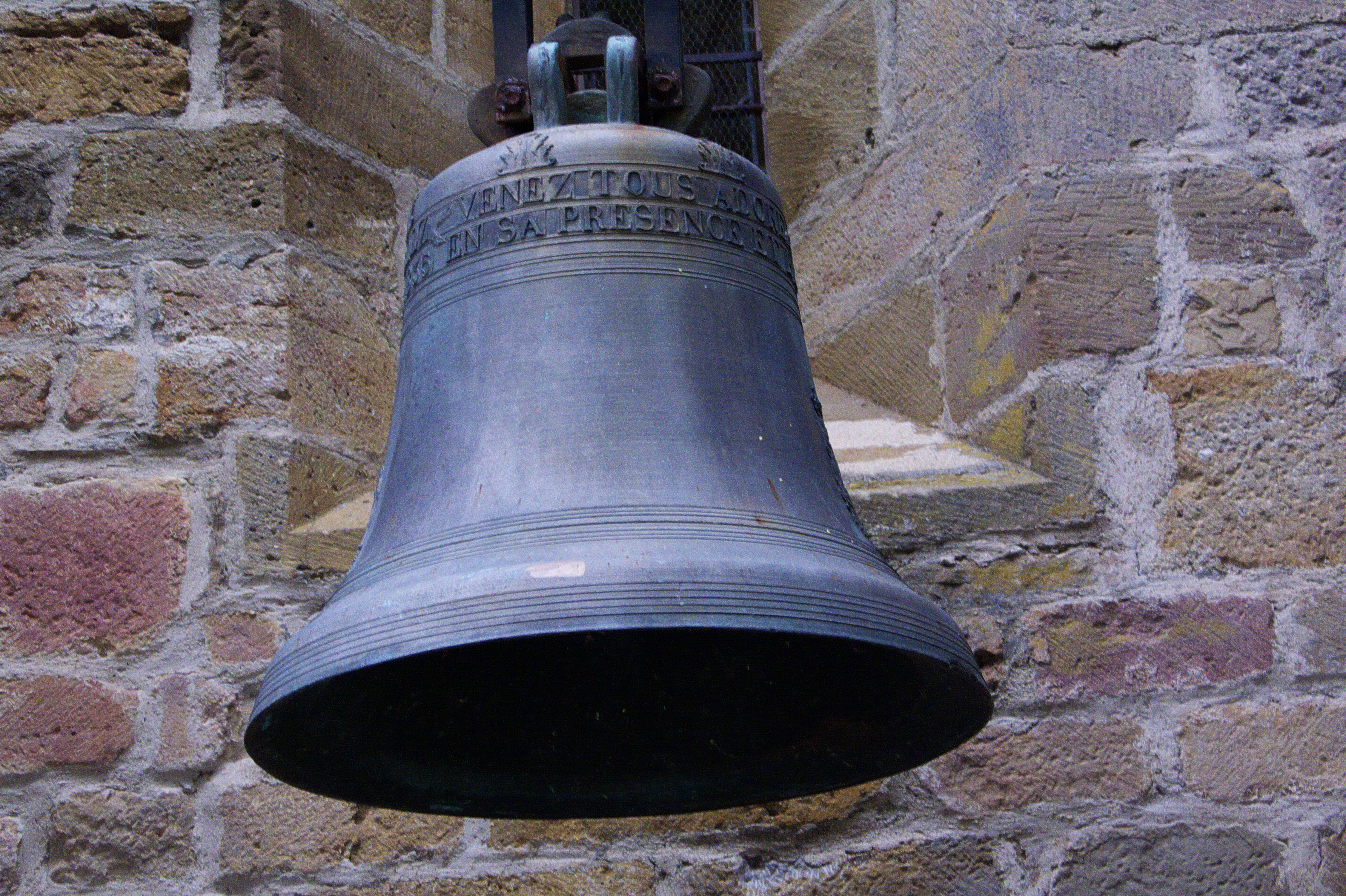

## Mobilier
La base Palissy inventorie et décrit quatre objets protégés dont un tableau Déploration du Christ .